# Глогуш
Глогуш (пол. Głogusz, нім. Glogsen) — село в Польщі, у гміні Сулехув Зеленогурського повіту Любуського воєводства.
Населення — 185 осіб (2011).
У 1975-1998 роках село належало до Зеленогурського воєводства.

## Демографія
Демографічна структура станом на 31 березня 2011 року:
|          | Загалом | Допрацездатний вік | Працездатний вік | Постпрацездатний вік |
| -------- | ------- | ------------------ | ---------------- | -------------------- |
| Чоловіки | 85      | 18                 | 58               | 9                    |
| Жінки    | 100     | 25                 | 60               | 15                   |
| Разом    | 185     | 43                 | 118              | 24                   |